# La Voulte-sur-Rhône
La Voulte-sur-Rhône (La Vòuta en occitan) est une commune française, située dans le département de l'Ardèche en région Auvergne-Rhône-Alpes.

## Géographie

### Localisation
Bureau centralisateur de canton du département de l'Ardèche, le bourg de La Voulte-sur-Rhône se situe sur la rive droite du Rhône, à 95 mètres d'altitude mais son territoire est situé des deux côtés du fleuve. Un pont routier la relie à la commune drômoise de Livron-sur-Drôme dont le bourg est à 6 kilomètres. La Voulte est à 19 km de Valence et 18 kilomètres de Privas.
La commune est située au sud du 45e parallèle dans une région vallonnée. La vallée de l'Eyrieux débouche juste au nord de La Voulte ; on accède en la remontant au pays des Boutières, partie du plateau ardéchois.

### Hydrographie
Le territoire communal est traversé par le Rhône et l'Eyrieux, un de ses affluents qu'il rejoint sur sa rive droite en limite nord de la commune.

### Communes limitrophes
| - OpenStreetMap Limite communale |

La Voulte-sur-Rhône est limitrophe de cinq communes, dont trois sont situées dans le département de l'Ardèche et deux placées dans le département de la Drôme. Ces localités sont réparties géographiquement de la manière suivante :

### Géologie et relief
Une grande partie de la ville s'est développée sur la plaine alluviale du Rhône dont une partie était des marécages jusqu'aux travaux d'endiguement du fleuve par la CNR. Au nord-ouest, les coteaux sont composés de roches métamorphiques partiellement recouvert d'alluvions, colluvions et éboulis. Au sud, les coteaux abrupts sont constitués de roches sédimentaires calcaires du Jurassique supérieur, plissés et faillés. Le château est notamment installé sur un promontoire du massif calcaire.
Le contact entre les roches métamorphiques et sédimentaires est réalisé au niveau d'une faille décrochante. La Voulte-sur-Rhône se situe d'ailleurs dans une zone de sismicité modérée.

### Climat
Pour des articles plus généraux, voir Climat d'Auvergne-Rhône-Alpes et Climat de l'Ardèche.
En 2010, le climat de la commune est de type climat méditerranéen franc, selon une étude du CNRS s'appuyant sur une série de données couvrant la période 1971-2000. En 2020, Météo-France publie une typologie des climats de la France métropolitaine dans laquelle la commune est exposée à un climat méditerranéen et est dans la région climatique Moyenne vallée du Rhône, caractérisée par un bon ensoleillement en été (fraction d’insolation > 60 %), une forte amplitude thermique annuelle (4 à 20 °C), un air sec en toutes saisons, orageux en été, des vents forts (mistral), une pluviométrie élevée en automne (250 à 300 mm).
Pour la période 1971-2000, la température annuelle moyenne est de 13 °C, avec une amplitude thermique annuelle de 17,8 °C. Le cumul annuel moyen de précipitations est de 922 mm, avec 6,9 jours de précipitations en janvier et 5 jours en juillet. Pour la période 1991-2020, la température moyenne annuelle observée sur la station météorologique de Météo-France la plus proche, « Saint-Laurent Pape », sur la commune de Saint-Laurent-du-Pape à 3 km à vol d'oiseau, est de 13,6 °C et le cumul annuel moyen de précipitations est de 1 027,6 mm,. Pour l'avenir, les paramètres climatiques de la commune estimés pour 2050 selon différents scénarios d'émission de gaz à effet de serre sont consultables sur un site dédié publié par Météo-France en novembre 2022.
| Mois                                  | jan.            | fév.           | mars            | avril           | mai             | juin           | jui.          | août          | sep.           | oct.          | nov.            | déc.             | année    |
| ------------------------------------- | --------------- | -------------- | --------------- | --------------- | --------------- | -------------- | ------------- | ------------- | -------------- | ------------- | --------------- | ---------------- | -------- |
| Température minimale moyenne (°C)     | 1,1             | 1,3            | 3,9             | 6,6             | 10,4            | 14,2           | 16,2          | 15,8          | 12,4           | 9,4           | 5               | 2                | 8,2      |
| Température moyenne (°C)              | 5               | 5,9            | 9,6             | 12,6            | 16,7            | 20,7           | 23,1          | 22,7          | 18,5           | 14,3          | 9               | 5,5              | 13,6     |
| Température maximale moyenne (°C)     | 8,8             | 10,5           | 15,3            | 18,6            | 22,9            | 27,2           | 30            | 29,6          | 24,6           | 19,2          | 12,9            | 9,1              | 19,1     |
| Record de froid (°C) date du record   | −21 06.01.1971  | −15 14.02.1956 | −10 01.03.05    | −3,1 08.04.21   | −0,5 05.05.1991 | 3,4 03.06.1975 | 7 06.07.1965  | 4 31.08.1957  | 0,5 16.09.1957 | −3 31.10.1950 | −8,5 28.11.1985 | −15,4 28.12.1962 | −21 1971 |
| Record de chaleur (°C) date du record | 21,4 15.01.1952 | 24 23.02.1990  | 26,5 25.03.1994 | 29,8 09.04.1961 | 35 21.05.22     | 40,6 28.06.19  | 43 04.07.1950 | 42,3 23.08.23 | 37 01.09.1961  | 30,1 10.10.23 | 24,2 02.11.1970 | 24,1 24.12.1952  | 43 1950  |
| Précipitations (mm)                   | 71,6            | 50,2           | 54,8            | 81,9            | 92,8            | 61,2           | 59,9          | 77,2          | 112            | 151,5         | 142,8           | 71,7             | 1 027,6  |

## Urbanisme

### Typologie
Au 1er janvier 2024, La Voulte-sur-Rhône est catégorisée petite ville, selon la nouvelle grille communale de densité à 7 niveaux définie par l'Insee en 2022.
Elle appartient à l'unité urbaine de La Voulte-sur-Rhône, une agglomération intra-départementale dont elle est ville-centre,. Par ailleurs la commune fait partie de l'aire d'attraction de La Voulte-sur-Rhône, dont elle est la commune-centre,. Cette aire, qui regroupe 1 communes, est catégorisée dans les aires de moins de 50 000 habitants,.

### Occupation des sols
L'occupation des sols de la commune, telle qu'elle ressort de la base de données européenne d’occupation biophysique des sols Corine Land Cover (CLC), est marquée par l'importance des forêts et milieux semi-naturels (34,9 % en 2018), en diminution par rapport à 1990 (38,7 %). La répartition détaillée en 2018 est la suivante : 
forêts (30,2 %), zones urbanisées (20 %), cultures permanentes (16,5 %), eaux continentales (10,5 %), zones industrielles ou commerciales et réseaux de communication (8,7 %), zones agricoles hétérogènes (6,4 %), milieux à végétation arbustive et/ou herbacée (4,7 %), prairies (3 %).
L'évolution de l’occupation des sols de la commune et de ses infrastructures peut être observée sur les différentes représentations cartographiques du territoire : la carte de Cassini (XVIIIe siècle), la carte d'état-major (1820-1866) et les cartes ou photos aériennes de l'IGN pour la période actuelle (1950 à aujourd'hui).

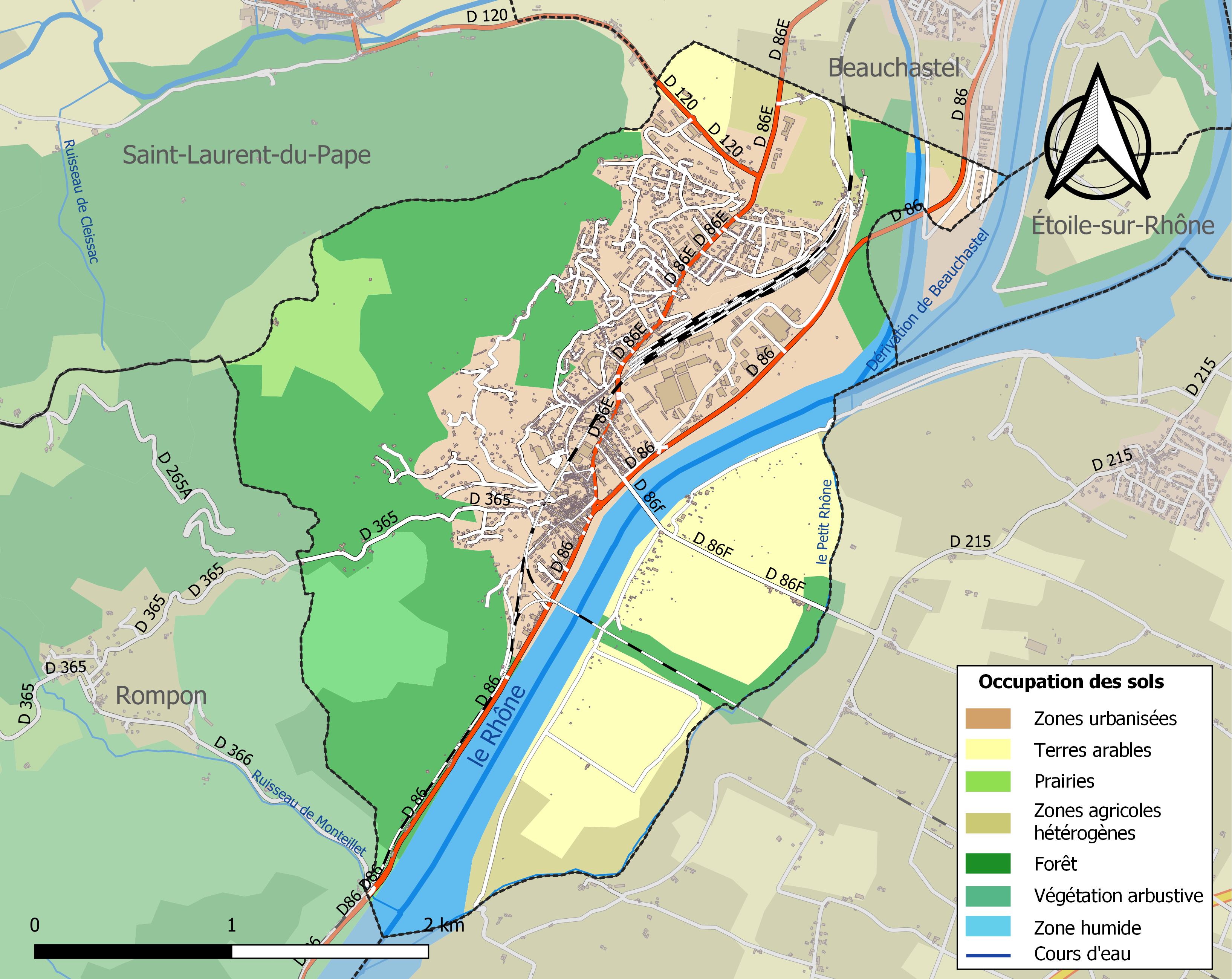
Carte des infrastructures et de l'occupation des sols de la commune en 2018 (CLC).

### Voies de communication et transports

#### Voies routières
La commune est desservie par la route départementale 86 qui suit le Rhône et évite une partie du centre-ville de La Voulte-sur-Rhône et celui de Beauchastel. Le centre-ville est traversé par la RD 86e qui permet de rejoindre Beauchastel ou la RD 120 en direction de Saint-Laurent-du-Pape. Elle est reliée à Livron-sur-Drôme par un pont suspendu par la RD 86f qui enjambe la RD 86 et le Rhône, via le centre-ville.
L’accès autoroutier vers l'A7 le plus proche se situe à 10 kilomètres par la sortie no 16 de Loriol-sur-Drôme.
La ville est desservie en autocar par la ligne TER Rhône-Alpes no 73 Aubenas - Privas – Gare de Valence-Ville - Gare de Valence-Rhône-Alpes-Sud TGV desservant deux arrêts dans la commune, à « La Voulte Mairie » au sud et « La Voulte Cité » au nord.

#### Voies ferrées
La Voulte-sur-Rhône est traversée du nord au sud par la ligne de Givors-Canal à Grezan, aussi appelée « ligne de la rive droite du Rhône » dont le trafic voyageurs a été supprimé en 1973. Elle est aujourd’hui réservée au fret et la gare de La Voulte, ouverte en 1862 et déplacée en 1978, n'est plus desservie en service normal. La Voulte constitue également un nœud ferroviaire avec la ligne de Livron à La Voulte qui relie la ligne de la rive gauche du Rhône (Paris/Marseille) avec celle de la rive droite (Givors/Nîmes) via un viaduc en béton précontraint traversant le Rhône. Elle croise la RD 86e au milieu de la ville par un passage à niveau automatique.
Une particularité de la ville est qu’elle possède toujours, malgré l’absence de trains voyageurs, une gare ouverte à la vente de billets. Envisagée en 2015 par la majorité régionale de Jean-Jack Queyranne, la réouverture au trafic voyageurs entre Valence et Avignon via l'Ardèche et donc la gare de La Voulte est cependant ajournée par la majorité de Laurent Wauquiez l'année suivante.
Autrefois la ville servait de point de départ de la ligne à voie étroite de La Voulte-sur-Rhône au Cheylard, longue de 47,5 kilomètres, et qui appartenait au réseau du Vivarais de la CFD. La gare de La Voulte-sur-Rhône était commune avec la ligne de Paris-Lyon-Méditerranée. La ligne vers Le Cheylard a été fermée le 31 octobre 1968 et a en grande partie été reconvertie en chemin, la Dolce Via.
Les gares de voyageurs les plus proches sont celles de Livron-sur-Drôme et de Loriol-sur-Drôme à environ 5 kilomètres. La gare de Valence-Ville à 17 kilomètres et la gare de Valence-Rhône-Alpes-Sud TGV à 27 kilomètres bénéficient d'une desserte plus importante.

#### Voie fluviale
La présence d’un quai permet occasionnellement à des péniches de voyageurs d’accoster. Le port le plus proche est le port de plaisance de l'Épervière de Valence, à 15 kilomètres.

#### Pollution sonore
La principale source de pollution sonore provient de la ligne ferroviaire qui traverse la ville de part en part. La circulation routière peut également provoquer des gênes, notamment lorsque le tronçon de la RD 86 passant sous le pont suspendu est fermé pour cause d’inondation, augmentant ainsi le nombre de camions traversant la ville.

#### Accès aux aéroports
Les aéroports les plus proches, assurant des lignes régulières nationales et internationales, sont les aéroports de Lyon-Saint-Exupéry à 135 kilomètres et Marseille Provence à 179 kilomètres.
Les vols privés peuvent également atterrir à l'aéroport de Valence - Chabeuil à 29 kilomètres ou à l'aérodrome d'Aubenas Ardèche méridionale à 59 kilomètres.

### Risques naturels et technologiques

#### Risques sismiques
L'ensemble du territoire de la commune de La Voulte-sur-Rhône est situé en zone de sismicité no 3 (sur une échelle de 1 à 5), comme la plupart des communes situées dans la vallée du Rhône et la Basse Ardèche, mais non loin de la limite orientale de la zone no 2 qui correspond au plateau ardéchois.
| Type de zone | Niveau            | Définitions (bâtiment à risque normal) |
| ------------ | ----------------- | -------------------------------------- |
| Zone 3       | Sismicité modérée | accélération = 1,1 m/s2                |

## Toponymie
Attestée sous la forme Volta jusqu’en 1040 environ. La commune se nomme en occitan La Vouta.[réf. nécessaire]
En ancien provençal, volta signifie « tournant de rivière ». Selon Jacques Astor, La Voulte se trouvait autrefois dans un méandre du Rhône. Lorsqu'il n'était pas encore aménagé, il existait en effet un bras du fleuve, alimenté en période de crue et de hautes eaux, qui passait par l'emplacement de l'ancienne fonderie et venait percuter le pied du rocher sur lequel se trouve le château. Les deux Lavoûte de la Haute-Loire, l'une dans un méandre de l'Allier, l'autre dans un méandre de la Loire, tendent à confirmer cette étymologie. Comme pour La Voulte, la plus ancienne mention de Lavoûte-Chilhac est Volta en 1025.
Par le passé, la commune portait le nom de La-Voulte, ou Lavoutte, ou encore Lavoulte. Elle doit son nom actuel de La Voulte-sur-Rhône au décret no 22484 du 21 juillet 1890 du président Sadi Carnot.
Ses habitants sont appelés les Voultains et les Voultaines.

## Histoire

### Paléontologie

#### Le Lagerstätte de La Voulte-sur-Rhône

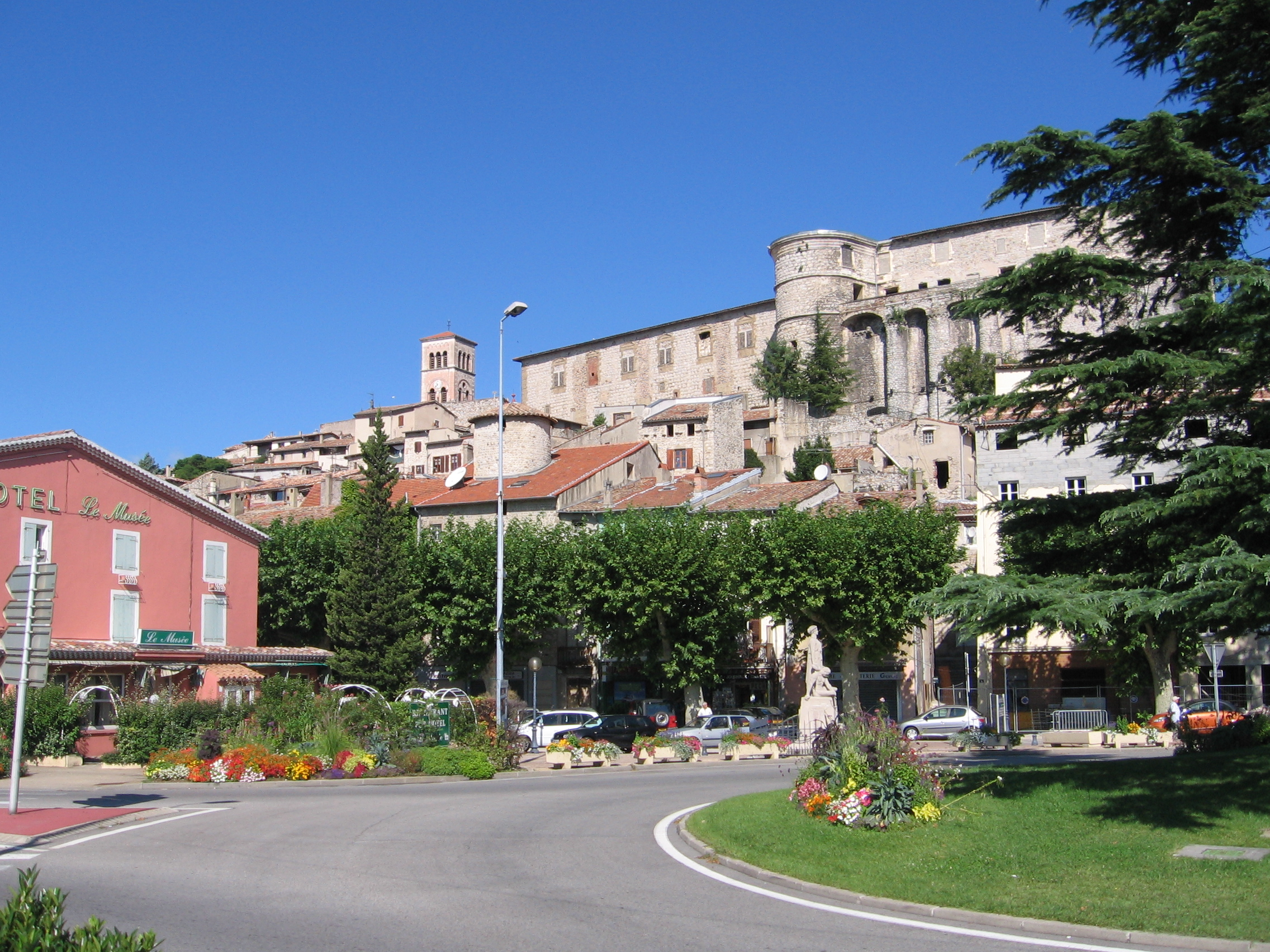
La Voulte-sur-Rhône.

Joseph Fournet, professeur à l'Université de Lyon, a été l'inventeur du site Lagerstätte situé sur la commune. Il s’agit d’un gisement paléontologique de référence internationale réputé pour l’extraordinaire conservation des animaux marins datés du Jurassique. Le site se localise sur le territoire des communes de La Voulte-sur-Rhône et de Rompon, il correspond à l’ancienne exploitation minière de fer. Aujourd’hui, il est classé espace naturel sensible et appartient au département de l’Ardèche.

### Moyen Âge
La Voulte apparaît dans une charte de saint Odilon, en 1025, qui indique qu'une église a été construite en ce lieu. En 1112, l'évêque de Viviers, Leodegarius, donne au prieur de Rompon six églises dont celle du castrum appelé Volta. À cette époque, La Voulte appartenait à la famille possédant Clérieux. En 1151, l'empereur Conrad III accorde ou confirme à Silvion de Clérieux des droits de péage sur le Rhône à La Voulte et à Confolens. Dans un acte daté de 1152, on voit citer Lambert de La Voulte, peut-être un coseigneur.
Mételine de Clérieu, fille de Roger de Clérieu, s'est mariée avec Guillaume de Fay, dit Jourdain, et a fait entrer la seigneurie de La Voulte dans la famille du Fay, dont l'héritière, Philippa, a épousé, au plus tard en 1197, Aymar II de Poitiers, comte de Valentinois. Philippa a apporté les seigneuries de Fay, Bretagne, Gunant, Montréal, Queyrières, Corance, Forcade, Chanéac, La Voulte, la coseigneurie de Clérieux En 1197, Aymar II de Poitiers a reçu l'hommage de Guigon, seigneur de la Roche-en-Régnier, pour les seigneuries de Bays, Don, et Mézilhac, texte rédigé en langue romane. De ce mariage sont nés, entre autres, Guillaume II de Poitiers (1202-1227), mort avant son père, époux de Flotte Bérenger de Royans, dame de Saint-Nazaire-en-Royans, et Josserande de Poitiers mariée à Pierre Bermond d'Anduze (mort le 8 avril 1254), fils d'un autre Pierre Bermond d'Anduze et de Constance de Toulouse, fille de Raymond VI de Toulouse. Le fils de Guillaume II, Aymar III de Poitiers (1222/1223, †1277), est fait le 30 mai 1246 héritier universel de Philippa du Fay, sauf pour La Voulte, et quatre autres seigneuries en Vivarais (Pierregourde, Chomérac, Boffres et Montregard) qu'elle a données à son autre petit-fils, Roger Bermond d'Anduze (vers 1230-après 1305). Mais à la mort d'Aymar II, Aymar III s'est emparé des terres de Fay appartenant à sa grand-mère. Celle-ci protesta auprès du Dauphin de Viennois et elle a révoqué les actes de donation qu'elle avait faits en faveur de son petit-fils, mais finalement les lui restitua, en laissant à son autre petit-fils, Roger Bermond d'Anduze, La Voulte et quatre autres seigneuries en Vivarais. La famille Bermond d'Anduze, une des puissantes familles du Languedoc, possédait Anduze, Sauve, Sommières et une partie d'Alais et avait une part des droits sur Largentière. Elle pouvait battre monnaie.
Roger Bermond d'Anduze a été marié à Andys Bastet de Crussol. Dans son conflit avec Aymar III de Poitiers, il a été l'allié, en 1245, avec Philippe de Savoie, administrateur du diocèse de Valence. Pour cet appui, il doit hommage à l'évêque de Valence. En 1283, il rend hommage à l'évêque Jean de Genève pour les châteaux de La Voulte et de Boffres. Un conflit a éclaté entre eux à la suite des réclamations sur la propriété de terres sensibles aux déplacements du Rhône entre les gens de La Voulte et ceux de Loriol et de Livron amenant l'évêque à construire une fortification en bois près de La Voulte, fort détruit par Bermond Ier d'Anduze, fils de Roger. Un accord a été trouvé au Puy, à l'Ascension 1294 par lequel Roger Bermond d'Anduze remet au roi Philippe le Bel son château de La Voulte pendant un an. En 1305, à la suite d'un conflit entre Roger, son frère et ses sœurs, d'une part, et Bermond II d'Anduze, son petit-fils, d'autre part, le château avait été mis en main royale, puis rendu après un accord. Bermond II d'Anduze a participé à l'expédition de Flandres en 1304. Bermond II d'Anduze a testé en 1351. Son fils, Bermond III d'Anduze, marié en 1332 avec Léonore de Poitiers, fille d'Aymar V de Poitiers, est mort vers 1358. Lui succéda son fils, Louis d'Anduze (1335-1408), seigneur de La Voulte, Chomerac et Pierregourde. De son mariage avec Marguerite d'Apchon il a eu Bermond d'Anduze, marié à Antoinette de Sassenage, sans postérité.
Philippe IV de Lévis, baron de Roche-en-Régnier et seigneur de Meyas s'est marié en 1395 avec Antoinette d'Anduze, sœur de Bermond d'Anduze, vicomtesse de Rémond, dame de La Voulte, de Pierregourde, de Chomérac et de Rochemaure. La baronnie est transmise à Antoinette d'Anduze au moment de son mariage par son père, Louis d'Anduze. Bermond de Lévy, second fils de cette union, reçoit la baronnie de sa mère en 1441. Il meurt en 1487. Son fils Gilbert meurt jeune, et son petit-fils, Louis de Lévis, est baron de La Voulte et chambellan de Charles VIII. Il est marié à Blanche de Ventadour et crée la branche de Lévis-Ventadour. La famille de Lévis-Ventadour a été baron puis comte de La Voulte jusqu'à Anne-Geneviève de Lévis qui a transmis La Voulte à son descendant, Charles de Rohan, prince de Soubise, en 1724.
Tout au long du Moyen Âge, un péage était établi à La Voulte sur le halage des navires remontant le Rhône, halage exclusivement humain jusqu’à la fin du XVe siècle.

### Période contemporaine
Son passé est celui d'une ville industrielle. Des mines de fer aujourd'hui épuisées alimentèrent au XIXe siècle des hauts-fourneaux (Parc Baboin Jaubert). La décadence de cette activité fut ensuite relayée par l'industrie textile (tissage).
Le chemin de fer dessert la ville depuis 1862 (ligne de Livron au Pouzin et Privas) ; la ligne de la rive droite du Rhône a été quant à elle finalisée de 1873 à 1880. Sur cette dernière ligne, en face de la gare actuelle, a été construite une remise à locomotives à vapeur (rotonde).
Au début de la Seconde Guerre mondiale, le pont suspendu qui enjambait le Rhône fut détruit par le génie français pour ralentir l'avance allemande de juin 1940. Un bac à traille fut provisoirement installé. Le pont ne sera réparé qu'après-guerre. Quant au viaduc ferroviaire en fonte, qui datait de 1862, il fut pour sa part détruit en août 1944 par l'aviation alliée et reconstruit en 1955 en béton précontraint. C'est également le 20 août 1944 que le château de La Voulte fut détruit au moyen d'obus incendiaires par les soldats allemands qui se repliaient. Le complexe sportif Battandier-Lukowiak porte le nom de deux maquisards voultains, Pierre Battandier et Antoine Lukowiak, fusillés par les Allemands à la même époque.
Aujourd'hui, La Voulte reste une cité industrielle notable en Ardèche grâce à des activités de haute technologie qui lui donnent un rayonnement international.

## Politique et administration

### Tendances politiques et résultats
Politiquement, La Voulte-sur-Rhône est une ville marquée par la domination de la gauche socialiste.
À l'élection présidentielle de 2002, le premier tour a vu Lionel Jospin sortir en tête avec 21,15 %, suivi de Jean-Marie Le Pen à 18,92 % et Jacques Chirac à 11,88 %. Le second tour est marqué par le score de 82,97 % de Jacques Chirac.
À l'élection présidentielle de 2007, quatre candidats finissent avec plus de 10 % au premier tour avec en tête Ségolène Royal à 28,72 %, suivi de Nicolas Sarkozy à 23,28 %, de François Bayrou à 14,93 % et Jean-Marie Le Pen à 13,32 %. Au second tour, Ségolène Royal obtient 54,19 % et Nicolas Sarkozy 45,81 %.
À l'élection présidentielle de 2012, quatre candidats finissent avec plus de 10 % au premier tour avec en tête François Hollande à 30,01 %, suivi de Marine Le Pen à 23,30 %, de Jean-Luc Mélenchon à 16,70 % et Nicolas Sarkozy à 16,37 %. Au second tour, François Hollande obtient 60,73 % et Nicolas Sarkozy 39,27 %. L'abstention fut de 23,34 % au 1er tour (Ardèche: 15,85 % - France: 20,52 %) et 23,69 % au 2e tour (Ardèche: 16,20 % - France: 19,65 %).
Lors des élections législatives de 2007, le candidat socialiste Pascal Terrasse obtient 66,14 % au second tour contre 33,86 % pour la candidate UMP. Ces élections sont marquées par un taux d'abstention de 43,69 %.
Lors du second tour des élections régionales 2010, le candidat socialiste Jean-Jack Queyranne obtient 65,18 % des suffrages exprimés. Aux cantonales 2011, le candidat socialiste Marc Bolomey obtient 70,30 %. L'abstention fut également importante lors de ces deux élections avec 55,12 % au second tour des régionales et 60,09 % au second tour des cantonales,.
Lors des élections législatives de 2012, le candidat socialiste Pascal Terrasse obtient 67,33 % au second tour contre 32,67 % pour la candidate FN Christian Grangis. Ces élections sont à nouveau marquées par un taux d'abstention de 50,30 %.
Concernant l'Union européenne, le « non » l'emporta légèrement lors du référendum du 20 septembre 1992 pour l'adoption du traité de Maastricht avec 50,52 % et une abstention de 28,94 %.
Le référendum sur la Constitution européenne du 29 mai 2005 voit également le « non » l'emporter avec 69,21 % (54,68 % à l'échelle nationale) et une abstention de 31,24 %.

### Administration municipale
La Voulte-sur-Rhône ayant entre 5 000 et 9 999 habitants, le conseil municipal est composé de 29 conseillers.
En 2011, la commune a été récompensée par le label « Ville Internet @@@ ».

### Liste des maires
| Période                                  | Période                     | Identité           | Étiquette    | Qualité |
| ---------------------------------------- | --------------------------- | ------------------ | ------------ | --- |
| Les données manquantes sont à compléter. |                             |                    |              | |
| 1900                                     | 1912                        | Louis Fuzier       |              | |
| 1912                                     | 1920                        | Henri Chave        |              | |
| 1920                                     | 5 mars 1931 (décès)         | Louis Antériou     | PRS          | Commis principal des contributions indirectes Député (1919-1931) Ministre des Pensions (1925 puis 1928-1929) Conseiller général du canton de Rochemaure (1929-1931) |
| 1931                                     | 1937                        | Auguste Antériou   | PRS          | |
| 1937                                     | 1940                        | André Chandelier   |              | |
| 1940                                     | 1944                        | Louis Combe        |              | |
| 1944                                     | octobre 1947                | Louis Dautheville  | SFIO         | |
| octobre 1947                             | 27 mars 1971                | Guy Baboin-Jaubert | SFIO puis PS | Industriel en soierie et gérant de société. Devient maire de Loyes                                                                                                  |
| 27 mars 1971                             | 18 mars 1983                | Charles Labrouas   | PCF          | Moniteur FPA |
| 18 mars 1983                             | 27 juin 1998 (démission)    | Claude Laréal      | PS           | Employé Conseiller général (1979-1992) Conseiller régional (1986-1988) Député (1988-1993)                                                                           |
| 27 juin 1998                             | 28 mars 2014                | Marc Bolomey       | PS           | Éducateur technique en retraite Conseiller général (2004-2015) |
| 28 mars 2014                             | En cours (au 24 avril 2014) | Bernard Brottes    | DVD          | Agent technique Président du collectif des chasseurs ardéchois |

### Politique de développement durable
La commune a engagé une politique de développement durable en lançant une démarche d'Agenda 21.

### Jumelages
En 2022, la commune de La Voulte-sur-Rhône n'est jumelée avec aucune ville.

## Population et société

### Démographie

#### Évolution démographique
L'évolution du nombre d'habitants est connue à travers les recensements de la population effectués dans la commune depuis 1793. Pour les communes de moins de 10 000 habitants, une enquête de recensement portant sur toute la population est réalisée tous les cinq ans, les populations de référence des années intermédiaires étant quant à elles estimées par interpolation ou extrapolation. Pour la commune, le premier recensement exhaustif entrant dans le cadre du nouveau dispositif a été réalisé en 2004.

En 2022, la commune comptait 4 762 habitants, en évolution de −6,5 % par rapport à 2016 (Ardèche : +2,48 %, France hors Mayotte : +2,11 %).
| 1793  | 1800  | 1806  | 1821  | 1831  | 1836  | 1841  | 1846  | 1851  |
| ----- | ----- | ----- | ----- | ----- | ----- | ----- | ----- | ----- |
| 1 168 | 1 369 | 1 261 | 1 419 | 1 920 | 2 189 | 2 459 | 3 155 | 3 153 |

| 1856  | 1861  | 1866  | 1872  | 1876  | 1881  | 1886  | 1891  | 1896  |
| ----- | ----- | ----- | ----- | ----- | ----- | ----- | ----- | ----- |
| 3 045 | 3 285 | 3 160 | 3 534 | 4 615 | 4 958 | 4 219 | 3 148 | 2 604 |

| 1901  | 1906  | 1911  | 1921  | 1926  | 1931  | 1936  | 1946  | 1954  |
| ----- | ----- | ----- | ----- | ----- | ----- | ----- | ----- | ----- |
| 2 738 | 2 651 | 2 760 | 3 043 | 4 032 | 4 326 | 3 113 | 4 047 | 4 489 |

| 1962  | 1968  | 1975  | 1982  | 1990  | 1999  | 2004  | 2006  | 2009  |
| ----- | ----- | ----- | ----- | ----- | ----- | ----- | ----- | ----- |
| 5 537 | 5 978 | 5 892 | 5 297 | 5 116 | 5 168 | 5 112 | 4 976 | 5 041 |

| 2014  | 2019  | 2022  | - | - | - | - | - | - |
| ----- | ----- | ----- | - | - | - | - | - | - |
| 5 124 | 4 848 | 4 762 | - | - | - | - | - | - |

La commune a perdu un millier d'habitants depuis la fin des années 1960. Cette baisse est principalement due au déclin du textile.

#### Pyramide des âges
En 2021, le taux de personnes d'un âge inférieur à 30 ans s'élève à 29,8 %, soit au-dessus de la moyenne départementale (29,7 %). À l'inverse, le taux de personnes d'âge supérieur à 60 ans est de 34,7 % la même année, alors qu'il est de 32,8 % au niveau départemental.
En 2021, la commune comptait 2 287 hommes pour 2 504 femmes, soit un taux de 52,26 % de femmes, légèrement supérieur au taux départemental (51,22 %).
Les pyramides des âges de la commune et du département s'établissent comme suit :
| Hommes | Classe d’âge | Femmes |
| ------ | ------------ | ------ |
| 1,5    | 90 ou +      | 4,7    |
| 9,7    | 75-89 ans    | 13,9   |
| 19,2   | 60-74 ans    | 20,2   |
| 21,3   | 45-59 ans    | 19,1   |
| 16,0   | 30-44 ans    | 14,8   |
| 15,2   | 15-29 ans    | 13,0   |
| 17,2   | 0-14 ans     | 14,4   |

| Hommes | Classe d’âge | Femmes |
| ------ | ------------ | ------ |
| 1      | 90 ou +      | 2,5    |
| 9      | 75-89 ans    | 11,4   |
| 20,8   | 60-74 ans    | 21,1   |
| 21,2   | 45-59 ans    | 20,3   |
| 16,9   | 30-44 ans    | 16,5   |
| 14,2   | 15-29 ans    | 12,6   |
| 17     | 0-14 ans     | 15,6   |

### Enseignement
La circonscription éducative dont dépend La Voulte-sur-Rhône est l'académie de Grenoble. La commune est pourvue d'une crèche associative multi-accueil (crèche Quai-de-l’Eveil), de quatre écoles maternelles et élémentaires (école des Cités, école du Centre, école des Gonnettes, école privée Jeanne-d’Arc).
On y trouve également le collège « Les 3-Vallées », géré par le département.
Le lycée public du secteur est le lycée Vincent-d'Indy à Privas.

### Équipements publics
La Voulte bénéficie des équipements administratifs classiques d'un chef-lieu de canton, tels que brigade de gendarmerie et bureau de poste.
Les locaux mis à la disposition des associations sont une salle des fêtes (300 personnes assis avec tables ou 700 personnes debout ou assis pour spectacle, 100 personnes pour le hall uniquement) et une salle de réunion (salle Lucie-Aubrac pour 120 personnes). Pour des manifestations privées, la location de la cour du château (300 personnes) et de la salle du château (60 personnes) est possible.
La liste des équipements présents sur la commune est complétée par la bibliothèque municipale Lucie-Aubrac, un centre multimédia pour les adhérents à la MJC, un centre de secours et de lutte contre les incendies, une déchèterie.

### Équipements et clubs sportifs
La Voulte-sur-Rhône héberge de nombreuses associations sportives, principalement sur son complexe sportif Battandier-Lukowiak. Ainsi, en extérieur, on y trouve des courts de tennis et son club-house, un terrain de football synthétique et un terrain de rugby. En intérieur, on y trouve des salles de danse, d'escrime, de judo, de gymnastique, de musculation. Il y a également une salle de basket et une salle de tennis de table.
Sur le site des Gonnettes se trouve un gymnase, qui sert de salle de sport en semaine pour le collège juste à côté, est utilisé principalement pour le handball le reste du temps.
La commune est également équipée d'un terrain de motocross et accueille une association cycliste et une association de karting.
La Voulte-sur-Rhône doit une partie de sa renommée à La Voulte sportif, son équipe de rugby à XV qui a été championne de France en 1970 et fournit plusieurs internationaux à l'équipe de France. On retrouve également des Voultains présents aux Jeux olympiques en 1948 par Gaston Mayordome sur 800 mètres, et aux Jeux olympiques en 1956 par Guy Cury sur 400 mètres haies. Parmi les joueurs emblématiques du club, Guy et Lilian Camberabero voient leurs noms donnés à l'une des tribunes du terrain de rugby du stade Battandier-Lukowiak en 2023.
La Voulte-sur-Rhône possède un club de handball, le Handball Rhône Eyrieux Ardèche, né de la fusion entre La Voulte-sur-Rhône, Beauchastel, Saint Laurent du Pape et Saint-Fortunat-sur-Eyrieux en 1993-1994. Le club est vainqueur de la Coupe de France Masculine de Handball régionale 2010-2011. L'équipe première accède pour la troisième fois de son histoire à la Nationale 2 en 2023-2024 en terminant champion de sa poule de Nationale 3. Cette montée s'est effectuée en entente avec le Handball Club Loriol (entente mise en place lors de la saison 2020-2021).

### Équipement sanitaire
Les centres hospitaliers les plus proches sont le Centre hospitalier des Vals d’Ardèche à Privas et le Centre hospitalier de Valence. Également à proximité, il y a l'hôpital privé Drôme Ardèche qui se compose de la clinique Pasteur à Guilherand-Granges et de la clinique Générale à Valence.
La résidence Rivoly est une maison de retraite publique, habilitée aide sociale, qui se trouve sur la commune. C'est un EHPAD de 166 lits, en cours de restructuration pour accueillir 180 résidents[réf. souhaitée].
La commune compte un grand nombre de professionnels de santé : huit médecins généralistes, quatre cabinets dentaires, deux cabinets de kinésithérapie, un audioprothésiste, un cabinet d’orthophoniste, un cabinet de pédopsychiatrie, trois cabinets d’infirmières et une structure SSIAD, une sage-femme, un podologue-pédicure, un psychothérapeute-sophrologue, un psychiatre, deux ostéopathes.
Également sur la commune, on trouve deux pharmacies, deux opticiens, un laboratoire d’analyses médicales, une antenne de la Médecine du Travail et un Centre de Soins, d’Accompagnement et de Prévention en Addictologie.

### Manifestations culturelles et festivités
L'été, la ville organise des concerts gratuits durant les mois de juillet et août, et ce depuis 1987. L'association ORCAVOU et ses « kiosques à musique », organisent un festival les soirées d'été (deux par semaine) avec des artistes à découvrir ou redécouvrir, servant souvent de tremplin pour les artistes locaux et peu connus. Ce festival accueille des univers musicaux très différents (du jazz au hip-hop, de la techno à la scène jeune public, du folklore à la chanson française…).
Ces spectacles sont ouverts à tous et se déroulent la plupart du temps sur la place de la ville.

### Événements marquants
- Accident ferroviaire du 13 janvier 1993 : A 23h32, cette nuit là, un train chargé d'hydrocarbures a déraillé dans le centre-ville de la Voulte. Quatre des vingt wagons qui composent le convoi libèrent ainsi près de 300 m3 de produits qui se répandent dans la ville, les égouts et même le Rhône. Des explosions, des incendies et de gros dégâts suivront, la station de pompage de la Compagnie Nationale du Rhône sera complètement détruite. Jusqu'à l'aube, des centaines de pompiers, venus de plusieurs villes de la Région, s'activeront pour empêcher la propagation des incendies et des explosions. Le plan rouge mis en place à 00h30 sera levé vers 6 heures du matin. L'accident ne fera que 6 blessés, sans doute grâce à l'heure tardive et à la saison hivernale[55].

### Médias
La commune est située dans la zone de distribution de deux organes de la presse écrite :
- L'Hebdo de l'Ardèche, journal hebdomadaire français basé à Valence et couvrant l'actualité de tout le département de l'Ardèche ;
- Le Dauphiné libéré, journal quotidien de la presse écrite française régionale distribué dans la plupart des départements de l'ancienne région Rhône-Alpes, notamment l'Ardèche. La commune est située dans la zone d'édition de Privas.

Ici Drôme Ardèche est la station de radio publique locale émettant sur le secteur de Privas et sur les territoires des départements de l'Ardèche et de la Drôme.

### Cultes

#### Culte catholique
La communauté catholique de la commune est rattachée à la paroisse « Saint-Nicolas-du-Rhône », elle-même rattachée au diocèse de Viviers.

## Économie

### Fiscalité et finances locales
La taxe d'habitation a progressé de 8,98 % en 2001 à 9,76 % en 2010. Le taux communal de la taxe foncière sur les propriétés bâties est passé de 19,51 % à 18,12 % entre 2001 et 2010.
En 2008, le revenu fiscal médian par ménage était de 15 833 € (13 778 € en 2004), ce qui plaçait La Voulte-sur-Rhône au 22 987e rang parmi les 31 657 communes de plus de 50 ménages en métropole et 44,2 % des foyers fiscaux étaient imposés (contre 16 729 € et 48,1 % en Ardèche).

### Emploi
La Voulte-sur-Rhône connaît un taux de chômage 14,5 % selon le recensement de l'INSEE en 2007, contre 14,2 % en 1999.
|                             | Agriculteurs | Artisans, commerçants, chefs d'entreprise | Cadres, professions intellectuelles | Professions intermédiaires | Employés | Ouvriers |
| --------------------------- | ------------ | ----------------------------------------- | ----------------------------------- | -------------------------- | -------- | -------- |
| La Voulte-sur-Rhône         | 0,8 %        | 5,9 %                                     | 10,6 %                              | 29,4 %                     | 29,8 %   | 23,4 %   |
| Moyenne nationale           | 2,1 %        | 5,9 %                                     | 15,8 %                              | 24,8 %                     | 28,5 %   | 22,9 %   |
| Sources des données : INSEE |              |                                           |                                     |                            |          |          |

Au 1er janvier 2009, La Voulte-sur-Rhône comptait 365 établissements actifs dont 30 ayant dix salariés ou plus. Ils se répartissaient ainsi : 199 établissements de commerce, transports et services divers (dont 53 établissements de commerce), 40 dans l'industrie et 33 dans la construction. Il y a également 79 établissements de l'administration publique, enseignement, santé et action sociale.

### Agriculture
Entre 1988 et 2000, le nombre d'exploitations agricoles professionnelles est passé de 20 à 16. En 2000, 85 % de la superficie agricole utilisée est vouée aux légumes et fruits et le reste en grandes cultures.

### Foire et marchés
Un marché hebdomadaire a lieu chaque vendredi matin sur les places Étienne-Jargeat et Camille-Debard, où en moyenne 130 forains installent leurs stands. Typique d'un marché classique traditionnel, on y trouve des produits alimentaires, textiles, accessoires de mode, plants et fleurs...
L'association ORCAVOU organise sur ces mêmes places un marché aux puces, qui se déroule tous les 4es dimanches du mois afin de financer le festival gratuit « kiosques à musique » qui se déroule chaque année, depuis 1987 entre mi-juillet et mi-août

## Culture locale et patrimoine

### Lieux et monuments

#### Patrimoine architectural
- Le château de la Voulte-sur-Rhône (datant du début XIVe siècle et terminé aux XVIe et XVIIe siècles). Il est classé Monument historique.
- La vieille ville est constituée de ruelles montantes et étroites, de passages voûtés.
- La chapelle des Princes (classée Monument historique).
- Églises rattachées à la paroisse catholique Saint-Nicolas du Rhône[58] : l'église Saint-Vincent[59] située à proximité du château (consacrée en 1859[60]) et l'église Saint-Michel[61] dans le quartier « Hannibal » (ouverte au culte fin 1967).
- Chapelle Sainte-Catherine de La Voulte-sur-Rhône.
- Temple de La Voulte-sur-Rhône.
- Ancienne église Saint Vincent de la Voulte-sur-Rhône.
- La fontaine Giroud (classée Monument historique).
- Le site des fonderies avec 4 hauts fourneaux (classés Monument historique).
- Le viaduc ferroviaire de La Voulte-sur-Rhône, premier viaduc ferroviaire en béton précontraint construit en France, en 1952-1955, par la société Boussiron suivant la conception de Nicolas Esquillan, pour la SNCF. Il remplace un ancien pont construit en 1860.
- Le pont suspendu de La Voulte-sur-Rhône, construit entre 1889 et 1891 par l'ingénieur Ferdinand Arnodin.

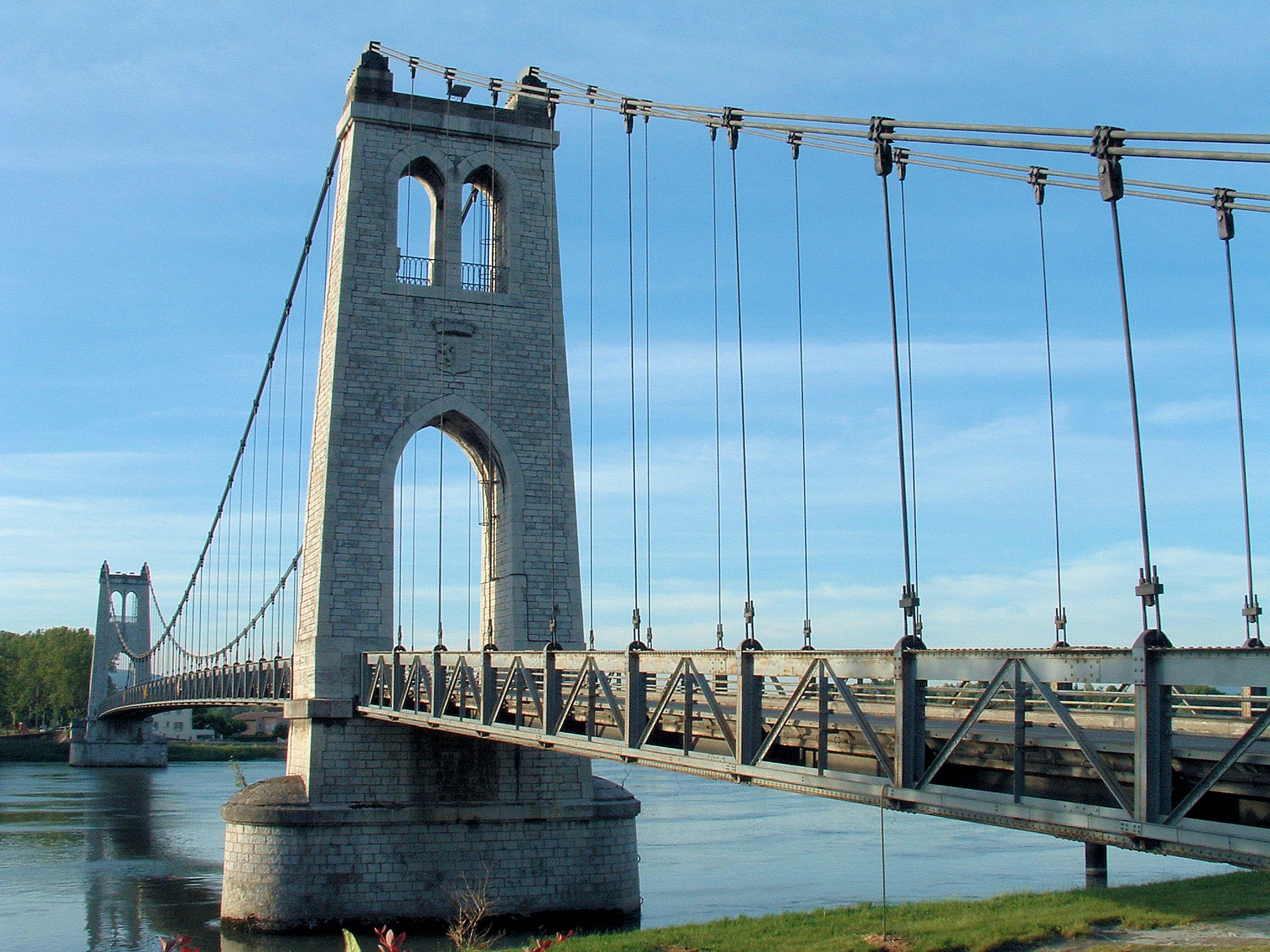
Pont suspendu.
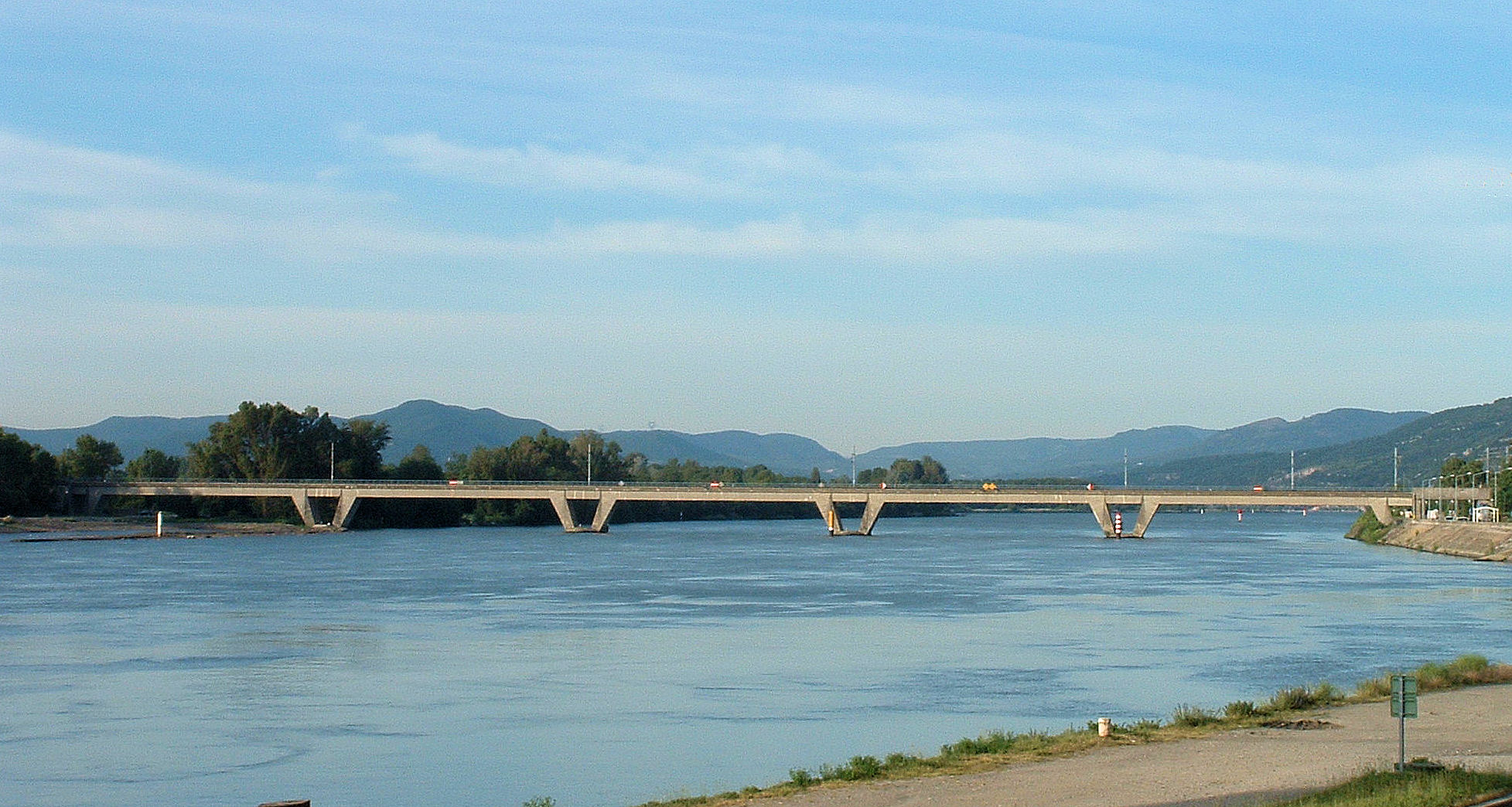
Viaduc ferroviaire.
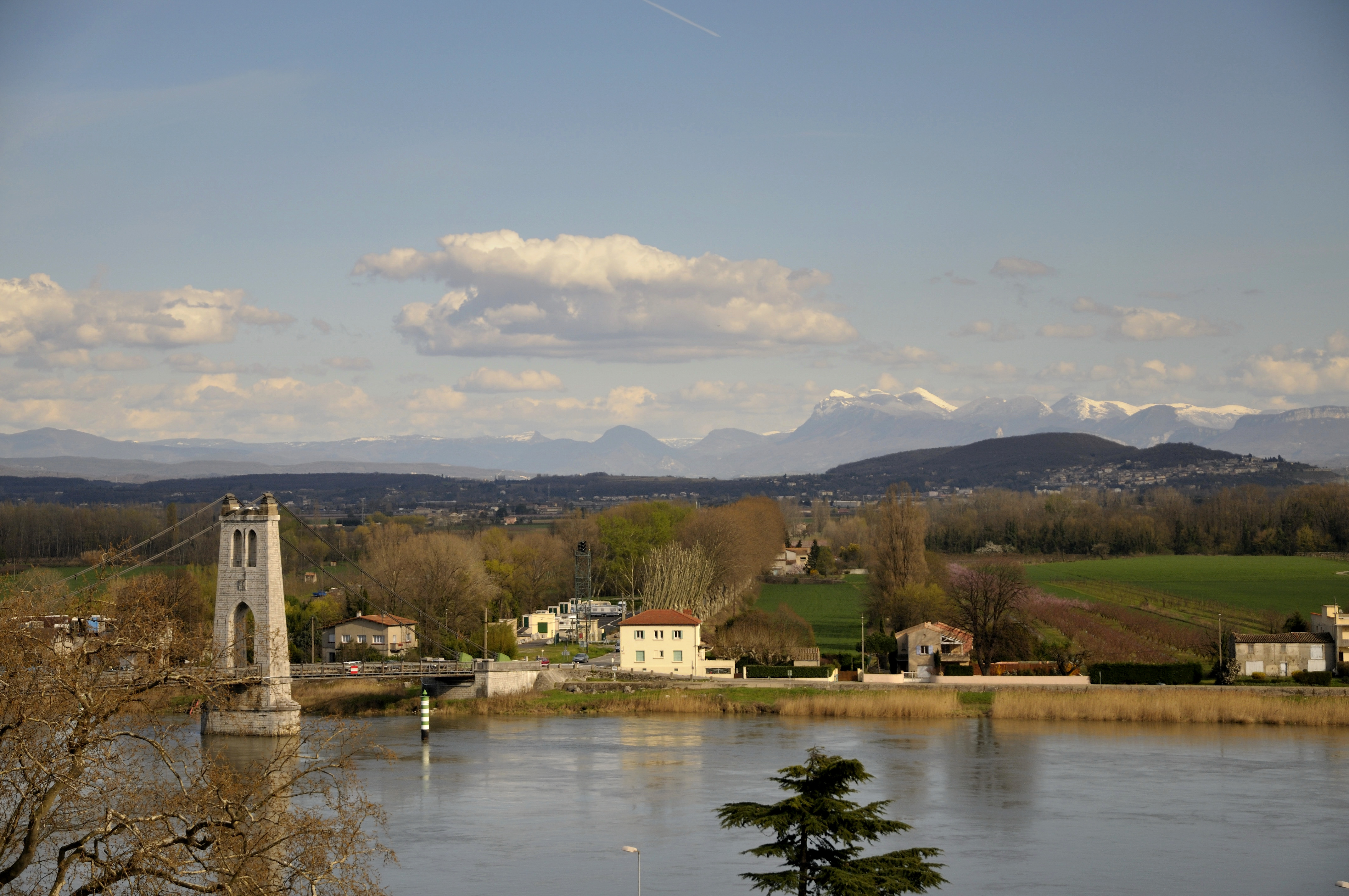
Vue sur la rive gauche du Rhône.
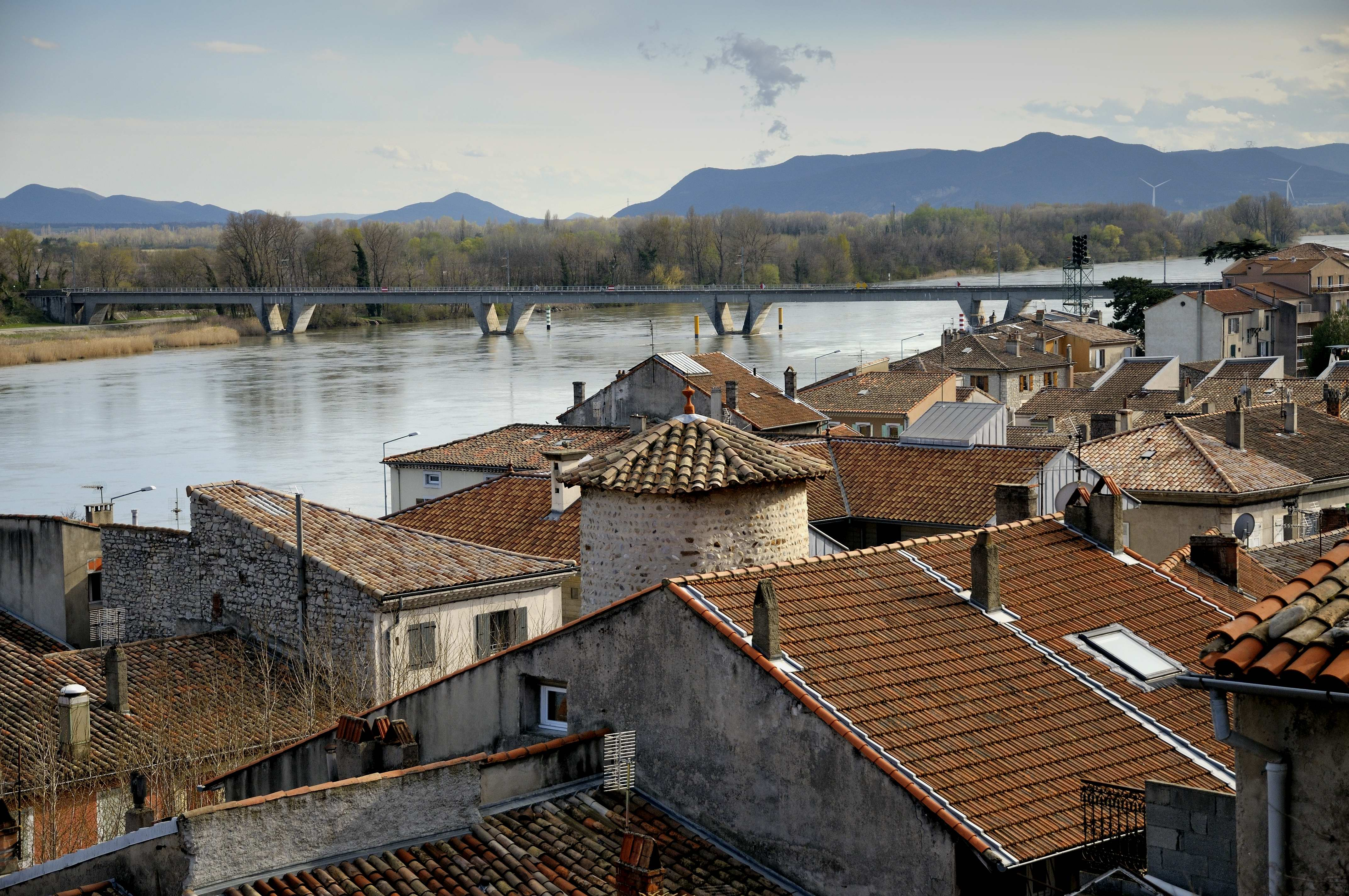
Les toits de La Voulte.
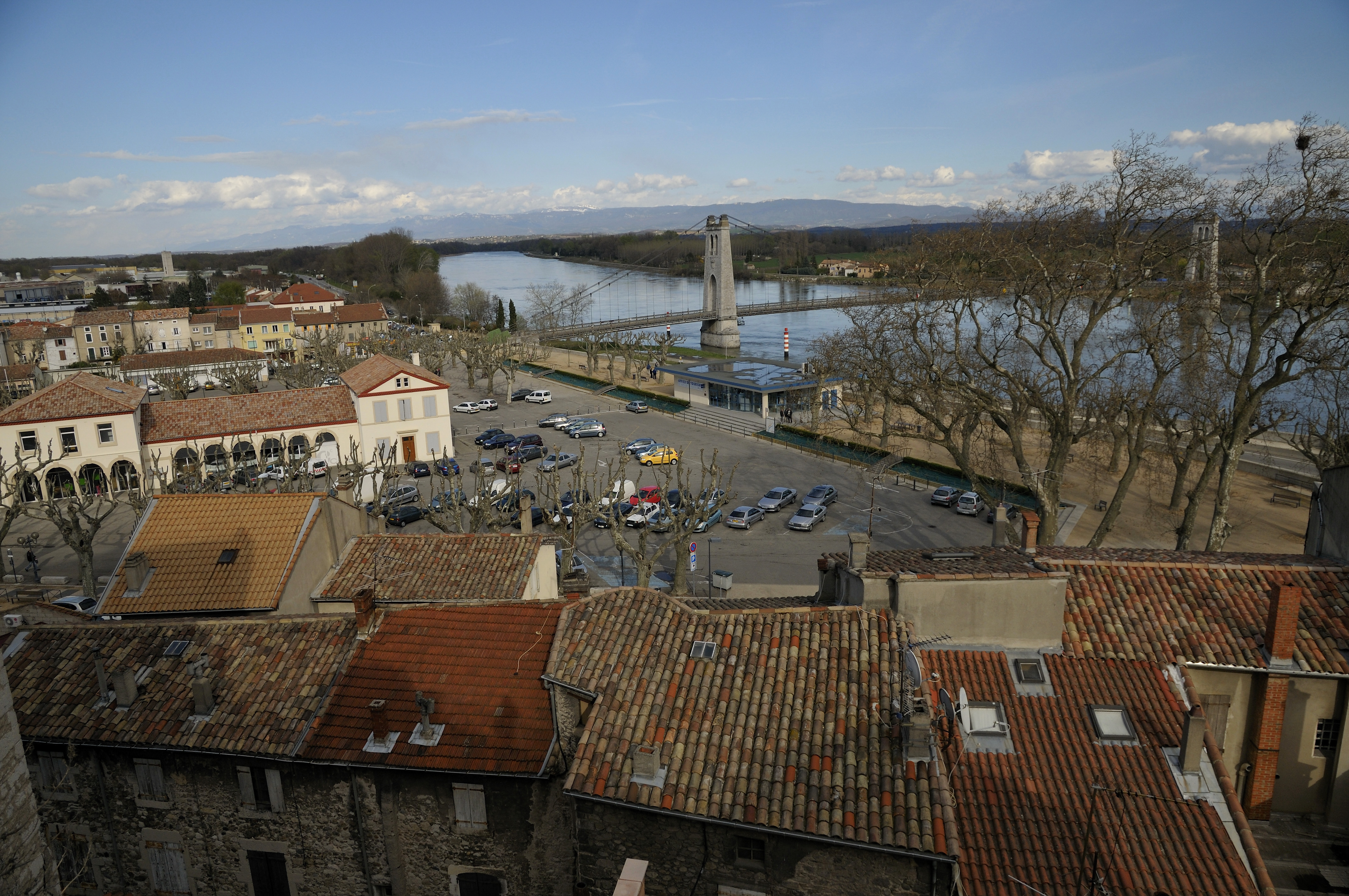
Vue sur la place du Marché.
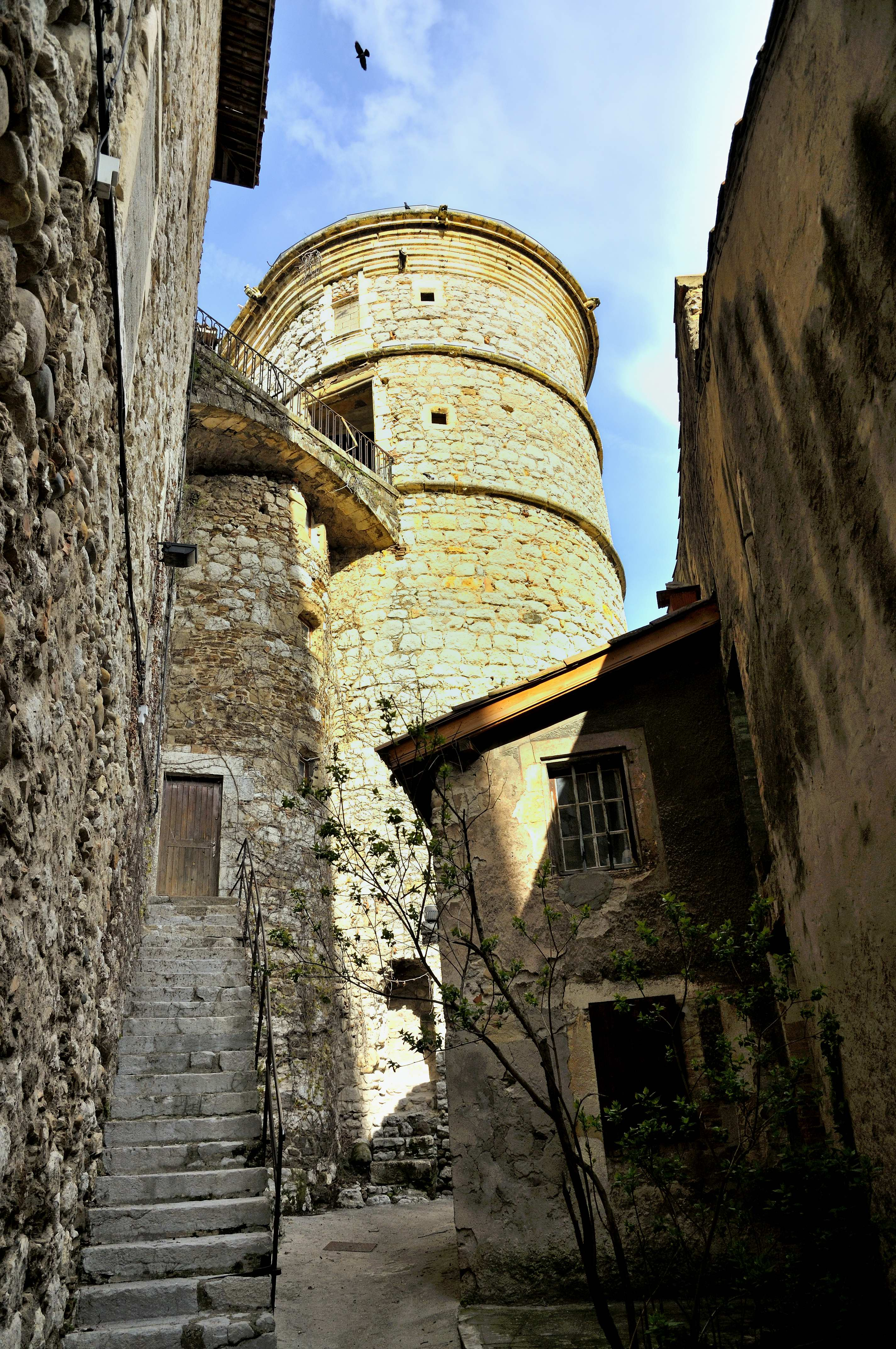
Ruelle au pied du château.
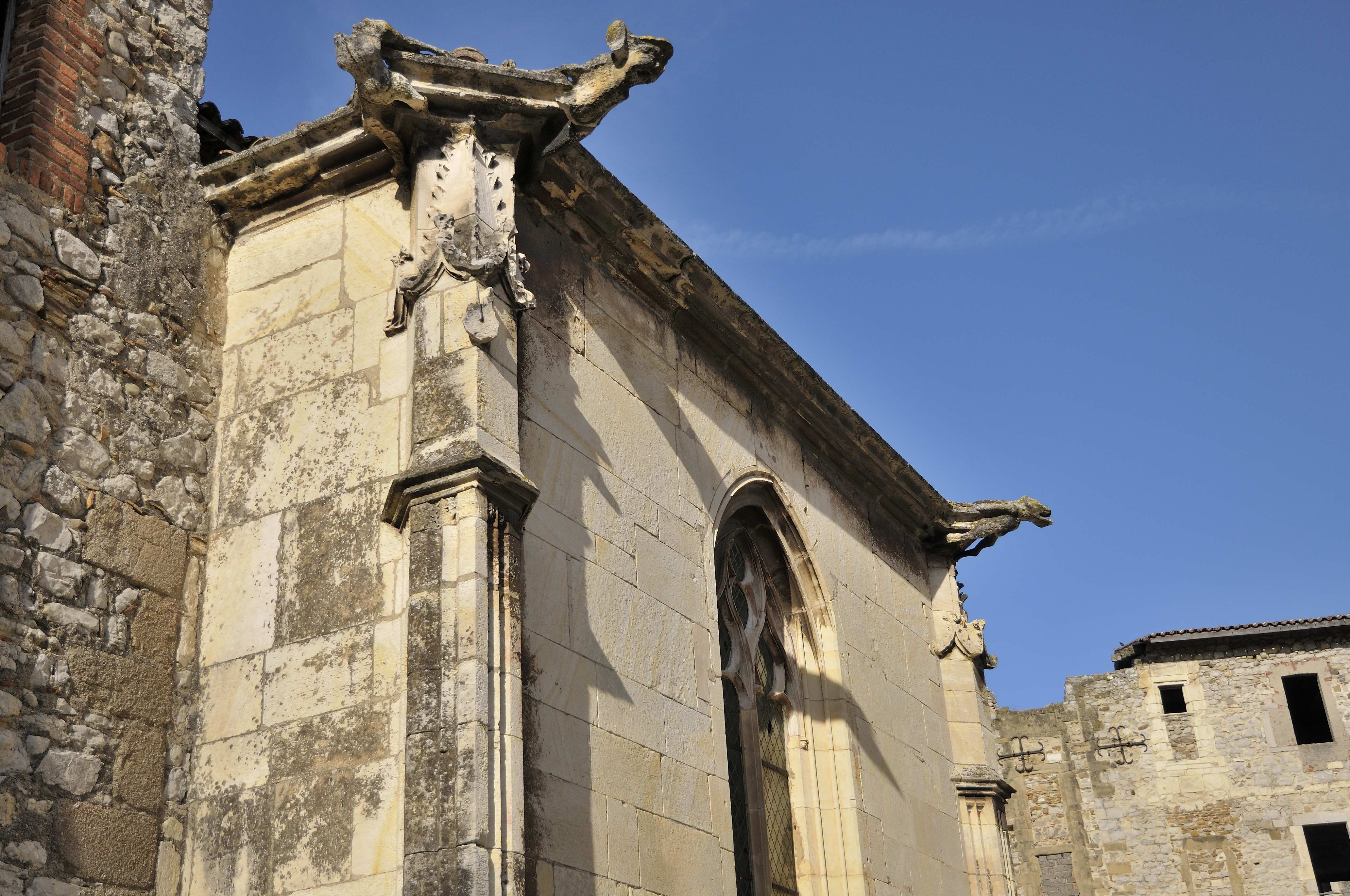
Gargouilles de la chapelle du château.

#### Patrimoine paléontologique
- Le musée de paléontologie présente plus d'un millier de fossiles extraordinaires de monde entier et illustrant l'évolution des espèces. Musée fermé depuis 2006 en raison des locaux trop exigus (voir le site en cours de restructuration)
- Le site de la Boissine, classé parmi les 20 sites paléontologiques les plus remarquables au niveau mondial pour la conservation des fossiles de milieu marin profond, propriété du conseil général de l'Ardèche depuis 2005 et classé Espace naturel sensible pour ses richesses paléontologique et également naturelles. Il est en cours de valorisation afin de l'ouvrir aux publics.

#### Patrimoine naturel
- La réserve naturelle de « Printegarde », classée Natura 2000, d'une superficie de 460 ha entre la Drôme et l'Ardèche. On peut y observer de nombreuses variétés d'oiseaux (Milan noir, Cigogne blanche, Guêpier d'Europe…) et une quarantaine d'espèces de libellules dont l'Agrion de Mercure. On y observe également le castor d'Europe qui profite notamment des peupliers blancs et noirs, des saules présents sur le site.

### Personnalités liées à la commune
- Famille de Lévis-Ventadour, baron et comte de La Voulte de 1445 à 1717.
- Jean-Louis Rast-Maupas (1731-1821), agronome, fondateur de la condition de soies de Lyon.
- Jean-Baptiste Rast de Maupas (1732-1810), médecin et membre de l'Académie des Sciences de Lyon.
- Louis Damien Tardy comte de Montravel (1750-1840), Ier comte de Montravel.
- Jean-Jacques Dazemar (1757-1816), général d'Empire.
- Régis Voyron (1838-1921), général de division, Grand Croix de la Légion d'honneur.
- Louis Chambon (1861-1932), Ingénieur des Arts et Métiers, fondateur de l'entreprise Louis Chambon, 1 avenue Louis-Antériou.
- Louis Antériou (1887-1931), homme politique.
- Katia Granoff (1895-1989), galeriste, fondatrice de la galerie Larock-Granoff, et poétesse française d'origine russe. L’occupation de Paris par les Allemands la force à fuir la capitale. Elle se réfugie avec sa sœur, son neveu et le peintre Georges Bouche au château de la Voulte-sur-Rhône.
- Paul Puaux (1920-1998), résistant, homme politique, compagnon de Jean Vilar et directeur du Festival d'Avignon.
- Guy Camberabero (1936-2023) et Lilian Camberabero (1937-2015), joueurs de rugby à XV à La Voulte sportif, championne de France en 1970.
- Bernard Janvier (1939- ), général d'armée, Grand officier de la Légion d'honneur.
- Gérard Mourou (1944- ), prix Nobel de physique 2018.
- Jean-François Dérec (1947- ), comédien et humoriste.
- Jacques Fouroux, né le 24 juillet 1947 à Auch et décédé le 17 décembre 2005 à Auch, rugbyman international, joua à La Voulte Sportif de 1970 à 1976. Il est le capitaine de l'équipe de France qui réalise le Grand chelem lors du Tournoi des Cinq Nations 1977. Puis occupe le poste d'entraineur de l'équipe de France de 1981 à 1990.
- Jean-Luc Averous, né le 22 octobre 1954 à Béziers, commence sa carrière de rugbyman au sein de l'Equipe de La Voulte lors de la saison 1971-72. Il intègre l'équipe de France de 1975 à 1981. Il jouait toujours au club de La Voulte sportif.
- Didier Camberabero né le 9 janvier 1961 et Gilles Camberabero né le 11 janvier 1963, fils de Guy, également joueurs de rugby à XV.
- Cédric Chabert, footballeur français, né le 3 décembre 1973 à La Voulte. Il a évolué à Valence, Gueugnon, Le Mans, Lorient et Amiens (de 1994 à 2005).

### Héraldique
| Blason de La Voulte-sur-Rhône | Blason  | Écartelé : au 1er et 4e d'or à trois chevrons de sable (qui est de Levis), au 2e et 3e échiquetés d'or et de gueules (qui est de Ventadour), sur le tout de sable au lion d'or. |
| Blason de La Voulte-sur-Rhône | Détails | Le statut officiel du blason reste à déterminer. |